# Украинское (Прилукский район)
Украи́нское (укр. Українське) — село в Прилукском районе Черниговской области Украины на реке Лысогор. Население — 670 человек. Занимает площадь 3,857 км².
Код КОАТУУ: 7425384501. Почтовый индекс: 17230. Телефонный код: +380 4634.

## Власть
Орган местного самоуправления — Талалаевская поселковая община. Почтовый адрес: 17200, Черниговская обл., Прилукский р-н, пгт Талалаевка, ул. Вокзальная, 3.